# 노예유약
《노예유약》(중국어 간체자: 鲁豫有约, 정체자: 魯豫有約, 병음: Lǔ yù yǒu yuē 루위유웨[*], A Date With Luyu 어 데이트 위즈 루위[*])은 중국의 텔레비전 프로그램이다. 이 중국 드라마는 대한민국의 중화TV에서는 루위의 인터뷰으로 소개되었다.